# قدیرلی (تووز)
قدیرلی (به ترکی آذربایجانی: Qədirli) یک منطقه مسکونی در جمهوری آذربایجان است که در شهرستان تووز واقع شده است. قدیرلی ۱۵۵۶ نفر جمعیت دارد.